# Sahábí
Sahábí je termín pro současníka Prorokova. Sahábím jsou součástí ústní tradice, zejména předávaných hadíthů. Řetěz tradice vždy uvádí například:
Vyprávěl mi Husajn b. Ahmad b. Muhammad b. Alí, že slyšel od Ibn Abbáse: „Posel Boží – ať mu Bůh žehná a dá mu mír – řekl: ‚Jak Bůh ukončí život obce: na jejím počátku jsem já, na jejím konci Ísá, a mahdí z mého rodu je v jejím prostředku.‘“
V tomto případě se Ibn Abbás počítá mezi sahábím.